# Julia Cleverdon
Dame Julia Charity Cleverdon (Londra, 19 aprile 1950) è una filantropa britannica.

## Biografia
È la figlia di Douglas Cleverdon, produttore della BBC Radio. Studiò presso la Camden School for Girls e il Newnham College di Cambridge.

## Carriera
Si unì al The Industrial Society, un'organizzazione per i rapporti commerciali. Divenne direttrice dell'Education and Inner City Division. Fu nominata amministratrice delegata di Business in the Community il 1 aprile 1992. Durante il suo mandato ha ampliato notevolmente il lavoro della carità, ed è stato nominato una delle "50 donne più influenti della Gran Bretagna" secondo The Times. A partire dal 1 marzo 2008 è stata nominata Vice Presidente.
Ha ricoperto la carica di presidente di Teach First e del Helena Kennedy Bursary Scheme, ambasciatrice per il World Wildlife Fund e direttrice del In Kind Direct.

## Matrimoni
Sposò, in prime nozze, Martin Ollard, un agente di cambio.
Nel 1986 si risposò a W. John Garnett, ex direttore della The Industrial Society, dalla quale ebbe due figlie, Charity e Victoria. È la matrigna della politica Virginia Bottomley.